# Edmundo Ohaco
Edmundo Ohaco, född 12 juli 1926, död 12 oktober 1995, var en friidrottare från Chile. Han deltog vid olympiska sommarspelen 1952.